# Gand-Wevelgem 1962
 (novembre 2021).
La 24e édition de Gand-Wevelgem a eu lieu le 25 mars 1962. La course est remportée par le Belge Rik Van Looy (Flandria-Faema-Clement) qui parcourt les 237 kilomètres en 5 h 55 min 4 s. C'est la troisième victoire de Rik Van Looy dans cette course.

## Déroulement de la course
Le Belge Rik Van Looy, revêtu du maillot arc-en-ciel, s'impose en solitaire à Wevelgem avec une avance de 1 min 29 s sur un trio composé de ses compatriotes Frans Schoubben, Armand Desmet et Michel Van Aerde et 4 min 30 s sur le peloton. 136 coureurs ont pris le départ et 82 ont terminé la course.

## Classement final
| Place | Coureur              | Équipe                  | Temps           |
| ----- | -------------------- | ----------------------- | --------------- |
| 1     | Rik Van Looy         | Flandria-Faema-Clement  | 5 h 55 min 04 s |
| 2     | Frans Schoubben      | Peugeot-BP              | à 1 min 29 s    |
| 3     | Armand Desmet        | Flandria-Faema-Clement  | m.t.            |
| 4     | Michel Van Aerde     | Carpano                 | m.t.            |
| 5     | Arthur Decabooter    | Liberia-Grammont        | à 4 min 30 s    |
| 6     | Tom Simpson          | Gitane-Geminiani-Leroux | m.t.            |
| 7     | Willy Vannitsen      | Wiel's-Groene Leeuw     | m.t.            |
| 8     | Martin Van Geneugden | Flandria-Faema-Clement  | m.t.            |
| 9     | Jean-Baptiste Claes  | Wiel's-Groene Leeuw     | m.t.            |
| 10    | Bastiaan Maliepaard  | Gitane-Geminiani-Leroux | m.t.            |